# Бахаи в Намибии
Вера Бахаи в Намибии	 небольшая, но динамично развивающаяся религия.

## История
Сторонники веры Бахаи начали появляться в Намибии в 1950-х годах. С того времени количество адептов учения Бахауллы увеличивается. Представители религии Бахаи принимали активное участие в борьбе за независимость Намибии. После того как Намибия стала независимой страной последователи веры Бахаи продолжают активно участвовать в политической жизни страны. Так один из религиозных лидеров Бахаи Мосе Пенани Титендеро Мосе Пенани Титендерос 21 марта 1990 года  до своего выхода на пенсию в 2004 году, был спикером Национальной ассамблеи Намибии. Его жена Сандра Титендеро была представителем Комитета по внешним связям Бахаи. После обретения независимости Дома Преклонения Бахаи были построены в Виндхуке и многих других населенных пунктах страны. А Национальное духовное собрание бахаи Намибии является представительским органом этой религии в стране.
Несмотря на динамический рост количества адептов Бахаи, в докладе о международной религиозной свободе за 2007 год указывается что число прихожан этой религии в Намибии остается небольшим. В основном это иммигранты, потомки иммигрантов или недавние новообращенные.